# Захисник (телесеріал)
Захисник (англ. The Guardian) — американський телевізійний серіал, прем'єра якого відбулася 25 вересня 2001 року на каналі CBS. До травня 2004 року вийшло 3 сезони по 22 епізоди.

## Синопсис
Головний герой Нік Феллін — приватний адвокат, засуджений до 1500 годин громадських робіт у державній юридичній консультації Піттсбурга за вживання та зберігання наркотиків. Сюжет серіалу побудований навколо переосмислення життя Ніком та його напружених відносин з батьком Бартоном Фелліном, президентом компанії, в якій Нік працює на повну ставку.
Серед відомих запрошених зірок — Фарра Фосетт, Лоліта Давидович, Вілл Феррел.

## Головні ролі
- Саймон Бейкер — Нік Феллін
- Дебні Коулмен — Бартон Феллін
- Алан Розенберг — Елвін Мастерсон
- Венді Моніз — Луїза Арчер
- Рафаель Сбарж — Джейк Страка
- Чарльз Малік Вайтфілд — Джеймс Муні

## Епізоди
| Сезон | Епізоди | Епізоди | Оригінальний показ | Оригінальний показ |
| Сезон | Епізоди | Епізоди | Перший показ       | Останній показ     |
| ----- | ------- | ------- | ------------------ | ------------------ |
| 1     | 22      | 22      | 25 вересня 2001    | 21 травня 2002     |
| 2     | 23      | 23      | 24 вересня 2002    | 13 травня 2003     |
| 3     | 22      | 22      | 23 вересня 2003    | 4 травня 2004      |